# Craig Reichert
Craig Steven Reichert (* 11. Mai 1974 in Winnipeg, Manitoba) ist ein ehemaliger kanadischer Eishockeyspieler, der im Verlauf seiner aktiven Karriere zwischen 1991 und 2002 unter anderem 427 Spiele in der American Hockey League (AHL) auf der Position des rechten Flügelstürmers bestritten hat. Darüber hinaus absolvierte Reichert weitere drei Partien für die Mighty Ducks of Anaheim in der National Hockey League (NHL) und stand eine Spielzeit bei der Düsseldorfer EG aus der Deutschen Eishockey Liga (DEL) unter Vertrag.

## Karriere
Reichert begann seine aktive Laufbahn in der Alberta Midget Hockey League bei den Calgary Buffaloes, für die er von 1990 bis 1991 aktiv war. Anschließend schloss er sich den Spokane Chiefs, einer Mannschaft der kanadischen Juniorenliga Western Hockey League (WHL), an. Nachdem er in der Saison 1991/92 in 72 Partien insgesamt 34 Scorerpunkte für die Chiefs erzielt hatte, ging er im Folgejahr zu den Red Deer Rebels. Dort gelang es ihm seine Punkteausbeute zu steigern und in der Spielzeit 1993/94 mit insgesamt 123 Punkten in 76 Partien seinen Karrierebestwert aufzustellen. In der Folge wurde er beim NHL Entry Draft 1994 in der dritten Runde an insgesamt 67. Position von den Mighty Ducks of Anaheim aus der National Hockey League (NHL) ausgewählt.
Die folgende Saison verbrachte Reichert bei deren Farmteam, den San Diego Gulls, in der International Hockey League (IHL). Zur Saison 1995/96 wurde der Stürmer zu den Baltimore Bandits in die American Hockey League (AHL) geschickt. Nachdem er dort die komplette Saison als Stammspieler absolviert hatte, begann Reichert auch die folgende Spielzeit bei den Bandits. Im Saisonverlauf wurde er für Frank Banham in den NHL-Kader der Mighty Ducks berufen. Im Februar 1997 absolvierte er drei Partien für die Kalifornier in der NHL, die alle mit einer Niederlage endeten. Reichert blieb dabei punkt- und straflos. Danach wurde er wieder zu den Baltimore Bandits geschickt, bei denen er als Vorlagengeber positiv in Erscheinung trat und insgesamt 55 Assists in 80 Partien verbuchte. Die Spielzeiten 1997/98 und 1998/99 stand er ausschließlich bei den Cincinnati Mighty Ducks im Einsatz und wurde zu deren Mannschaftskapitän ernannt.
Nachdem sein Vertrag bei den Mighty Ducks of Anaheim ausgelaufen war, unterzeichnete Reichert am 21. Juli 1999 als Free Agent bei den Florida Panthers. In der Folge wurde der Angreifer zu deren Farmteam, den Louisville Panthers, in der AHL geschickt. Nachdem er eine Saison bei den Louisville Panthers als Stammspieler zugebracht hatte, unterzeichnete Reichert zur Saison 2000/01 bei der Düsseldorfer EG aus der Deutschen Eishockey Liga (DEL). Ein Jahr stand er beim DEL-Aufsteiger im Einsatz und erzielte in 60 Partien der Hauptrunde insgesamt 35 Scorerpunkte. Am 11. Juni 2001 schloss er sich den Edmonton Oilers an. Für die Saison 2001/02 war Reichert bei deren damaligem Kooperationspartner, den Hamilton Bulldogs, im Einsatz. Nach 49 Partien und 22 Punkten für die Bulldogs beendete er im Anschluss an diese Spielzeit im Alter von 28 Jahren seine aktive Laufbahn.

## Erfolge und Auszeichnungen
- 1997 Teilnahme am AHL All-Star Classic

## Karrierestatistik
(Legende zur Spielerstatistik: Sp oder GP = absolvierte Spiele; T oder G = erzielte Tore; V oder A = erzielte Assists; Pkt oder Pts = erzielte Scorerpunkte; SM oder PIM = erhaltene Strafminuten; +/− = Plus/Minus-Bilanz; PP = erzielte Überzahltore; SH = erzielte Unterzahltore; GW = erzielte Siegtore; 1 Play-downs/Relegation; Kursiv: Statistik nicht vollständig)